# Twilight (album de Leona Lewis)
Twilight este numele unui album demonstrativ înregistrat de artista de origine engleză Leona Lewis. Acest material discografic a fost produs în anul 2004, cu doi ani înainte de momentul în care interpreta a devenit câștigătoarea concursului The X Factor.

## Lista melodiilor
Note: toate aceste cântece au fost scrise de Leona Lewis.
1. Paradise
2. Twilight
3. Wings
4. Words
5. Fascinated
6. Baby Girl
7. Could You Be The One
8. How Many Times
9. I Can’t Help It
10. Learn To Love You
11. So Deep
12. It's All for You